# Kuusjärvi (sjö i Mellersta Finland)
Kuusjärvi är en sjö i Finland. Den ligger i kommunen Jämsä i landskapet Mellersta Finland, i den södra delen av landet, 180 km norr om huvudstaden Helsingfors. Kuusjärvi ligger 133,2 meter över havet. Arean är 1,24 kvadratkilometer och strandlinjen är 14,29 kilometer lång. Sjön  ingår i Kumo älvs huvudavrinningsområde.   I omgivningarna runt Kuusjärvi växer i huvudsak blandskog. Den sträcker sig 2,6 kilometer i nord-sydlig riktning, och 2,5 kilometer i öst-västlig riktning.
I övrigt finns följande i Kuusjärvi:
- Mustasaari (en ö)
- Kaakkossaari (en ö)